# Axonopus anceps
Axonopus anceps là một loài thực vật có hoa trong họ Hòa thảo. Loài này được (Mez) C.L.Hitchc. mô tả khoa học đầu tiên năm 1936.